# Universidad Militar Kim Il-sung
La Universidad Militar Kim Il-sung (también conocida como Academia Militar Kim Il-sung) es una universidad ubicada en Mangyongdae-guyok, Corea del Norte. Fundada en 1948 y con el nombre de Kim Il-sung, la escuela es una institución de educación postsecundaria para oficiales del Ejército Popular de Corea. Es la academia militar más destacada de Corea del Norte.

## Historia
A diferencia de otras instituciones destinadas a capacitar a los comandantes principiantes, como la Academia Militar Kang Kon, la Universidad Naval Kim Jeong-suk y la Universidad de la Fuerza Aérea Kim Chaek, se establecieron con el propósito de reeducar a los oficiales militares.
El plan de estudios se divide en un curso regular que dura de 3 a 4 años y un curso corto de 1 año. La escuela está ubicada en el distrito de Mangyeongdae en Pyongyang.
La escuela se inauguró el 28 de octubre de 1952 bajo el nombre de una escuela militar de clase alta, y luego se le cambió el nombre a Kim Il-sung. Una estatua de Kim Il-sung está instalada en el campus.
Es similar en función a la Universidad de Defensa Nacional de Corea, y muchos militares de alto rango de Corea del Norte, incluido Kim Young-chun, jefe general del Ejército Popular de Corea, se graduaron de esta escuela, y Kim Jong-un también se graduó. desde la escuela. Es una institución que goza de gran prestigio en la era de la política Songun en la medida en que Kim Jong-il participó en la votación en esta escuela durante la elección de la Asamblea Suprema del Pueblo de 2003.
Actualmente, el presidente está vacante y el primer vicepresidente lo ocupa el teniente general Gi-seon, y el segundo vicepresidente figura en la lista de Lee Jong-woo y otros tres.